# Fundação Catarinense de Cultura
A Fundação Catarinense de Cultura (FCC) ,  pessoa jurídica de direito público interno, foi instituída pelo Decreto Estadual nº 7.439, de 24 de abril de 1979, e mantida pela Lei Estadual nº 9.831, de 17 de fevereiro de 1995. Tem sob sua responsabilidade o Teatro Álvaro de Carvalho , o Teatro Governador Pedro Ivo , o complexo cultural do Centro Integrado de Cultura (CIC) — que compreende o Teatro Ademir Rosa , o Museu de Arte de Santa Catarina , o Museu da Imagem e do Som , as Oficinas de Arte, a Escolinha de Artes e o Espaço Cultural Lindolf Bell.
Administra também a Edifício da Alfândega , a Biblioteca Pública de Santa Catarina , a Casa José Boiteux, o Museu Histórico de Santa Catarina , o Museu Etnográfico Casa dos Açores  (em Biguaçu), o Museu Casa de Campo Governador Hercílio Luz (em Rancho Queimado) e o Museu Nacional do Mar - Embarcações Brasileiras  (em São Francisco do Sul).
Os principais objetivos da Fundação Catarinense de Cultura são executar a política de apoio à cultura; formular, coordenar e executar programas de incentivo às manifestações artístico-culturais; estimular a pesquisa da arte e da cultura; apoiar instituições culturais públicas e privadas; incentivar a produção e a divulgação de eventos culturais e integrar a comunidade às atividades culturais.

## Prêmio Elisabete Anderle
A Fundação promove o Prêmio Elisabete Anderle de Estímulo à Cultura para fomentar projetos artístico-culturais. O nome do prêmio é uma homenagem a Elisabete Nunes Anderle, professora, socióloga e ex-presidente da Fundação Catarinense de Cultura.

### Histórico
Em novembro de 2010, o então deputado estadual Gilmar Knaesel propôs o Projeto de Lei PL./0372.4/2010, que foi aprovado e transformado na Lei 15.503, de 29 de junho de 2011.
Em agosto de 2011 a Secretaria de Estado de Turismo, Cultura e Esporte do governo de Santa Catarina colocou em consulta pública o edital do Prêmio Elisabete Anderle a fim de receber contribuições para a minuta do decreto que regulamentaria a Lei 15.503/11, que instituiu o edital.

### Edições
| Edição | Lançamento do edital | Prêmios                    | Total distribuído (R$ milhão) | Ref           |
| ------ | -------------------- | -------------------------- | ----------------------------- | ------------- |
| 2015   |                      |                            | 7,0                           | -             |
| 2017   |                      |                            | 5,6                           | -             |
| 2019   |                      |                            | 5,6                           | -             |
| 2020   |                      |                            | 5,6                           | [ 15 ]        |
| 2021   |                      |                            | 5,6                           | [ 16 ]        |
| 2022   |                      |                            | 8,0                           | [ 17 ]        |
| 2024   | 11/dez/2024          | 13 prêmios em 3 categorias | 8,025                         | [ 18 ] [ 19 ] |

## Casa de Campo do Governador Hercílio Luz
A antiga casa de campo do governador Hercílio Luz, em Rancho Queimado, na Grande Florianópolis, abriga o museu criado em 1985, após o prédio ser tombado pelo Estado e passar por uma grande revitalização. Atualmente, o conjunto composto de casa e chácara num total de 184.413 metros quadrados abriga um museu com coleção de moeda, mobiliário do tempo em que Hercílio Luz era o dono do local, além de móveis, roupas e objetos doados pela comunidade de Rancho Queimado e que remontam a colonização alemã na região.  A Casa de Campo ainda é palco de exibições de filmes, exposições  fotográficas itinerantes e de um projeto de iniciação musical para crianças da comunidade.

## Centro Integrado de Cultura (CIC)
O Centro Integrado de Cultura (CIC) foi construído para abrigar, harmoniosamente, as diversas formas de manifestação da cultura artística. Em seus 9.993 metros quadrados, abriga grandes salões de exposições, teatro, cinema, Museu de Arte de Santa Catarina, Museu da Imagem e do Som, oficinas de arte, Ateliê de Conservação e Restauração de Bens Culturais Móveis e a administração da Fundação Catarinense de Cultura.

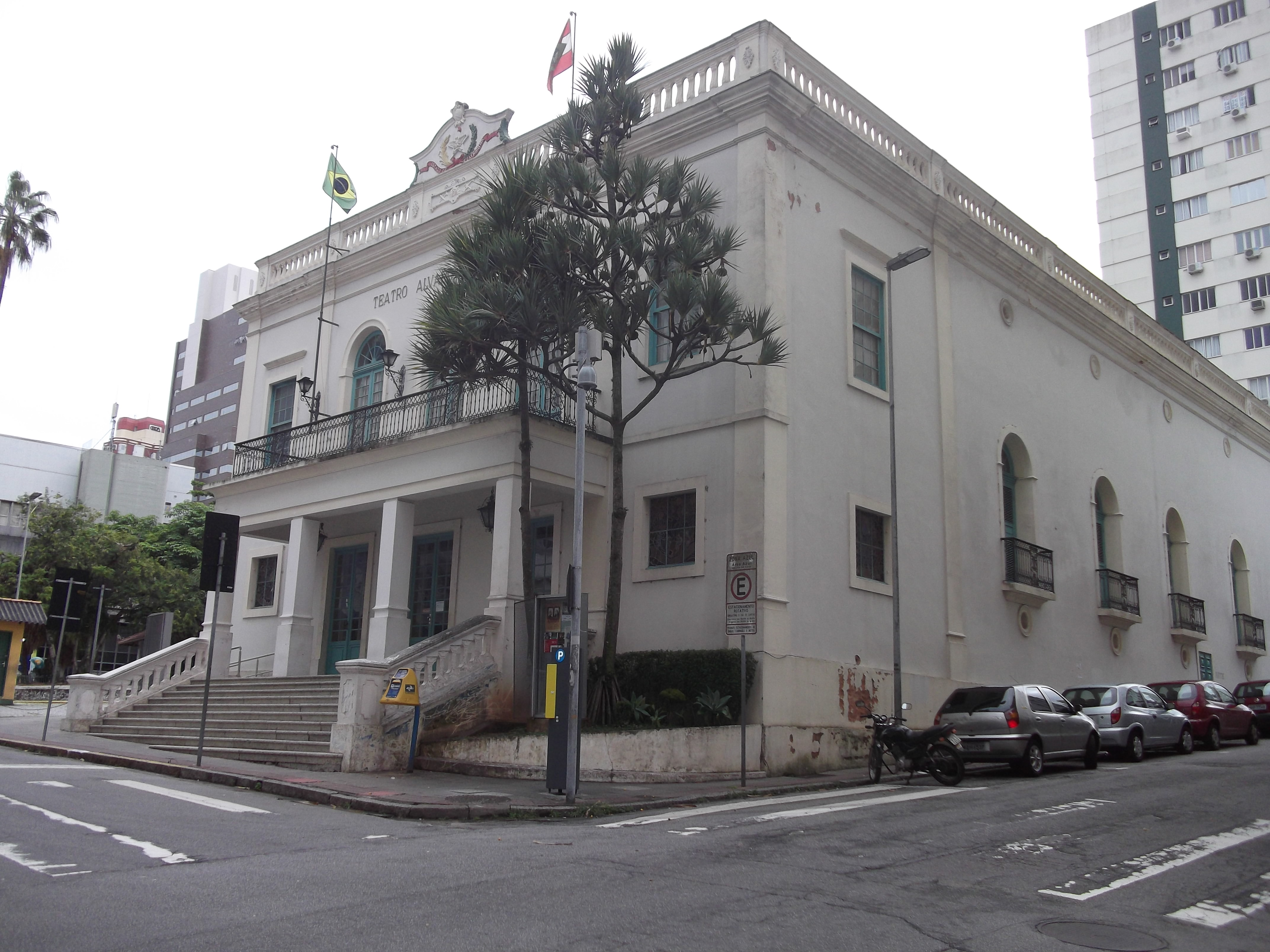
Teatro Álvaro de Carvalho

Website oficial

## Teatro Álvaro de Carvalho (TAC)
Inaugurado em 7 de setembro de 1875, o TAC ocupa lugar de destaque não só como peça arquitetônica, mas como legítimo patrimônio cultural de todos os catarinenses. Tombado desde 1988 e sob guarda da Fundação Catarinense de Cultura, o local está aberto à visitação e às mais talentosas manifestações das nobres artes, com capacidade total de 461 espectadores na plateia, frisas, camarotes e balcão. 

## Museu de Imagem e Som de Santa Catarina (MIS/SC)

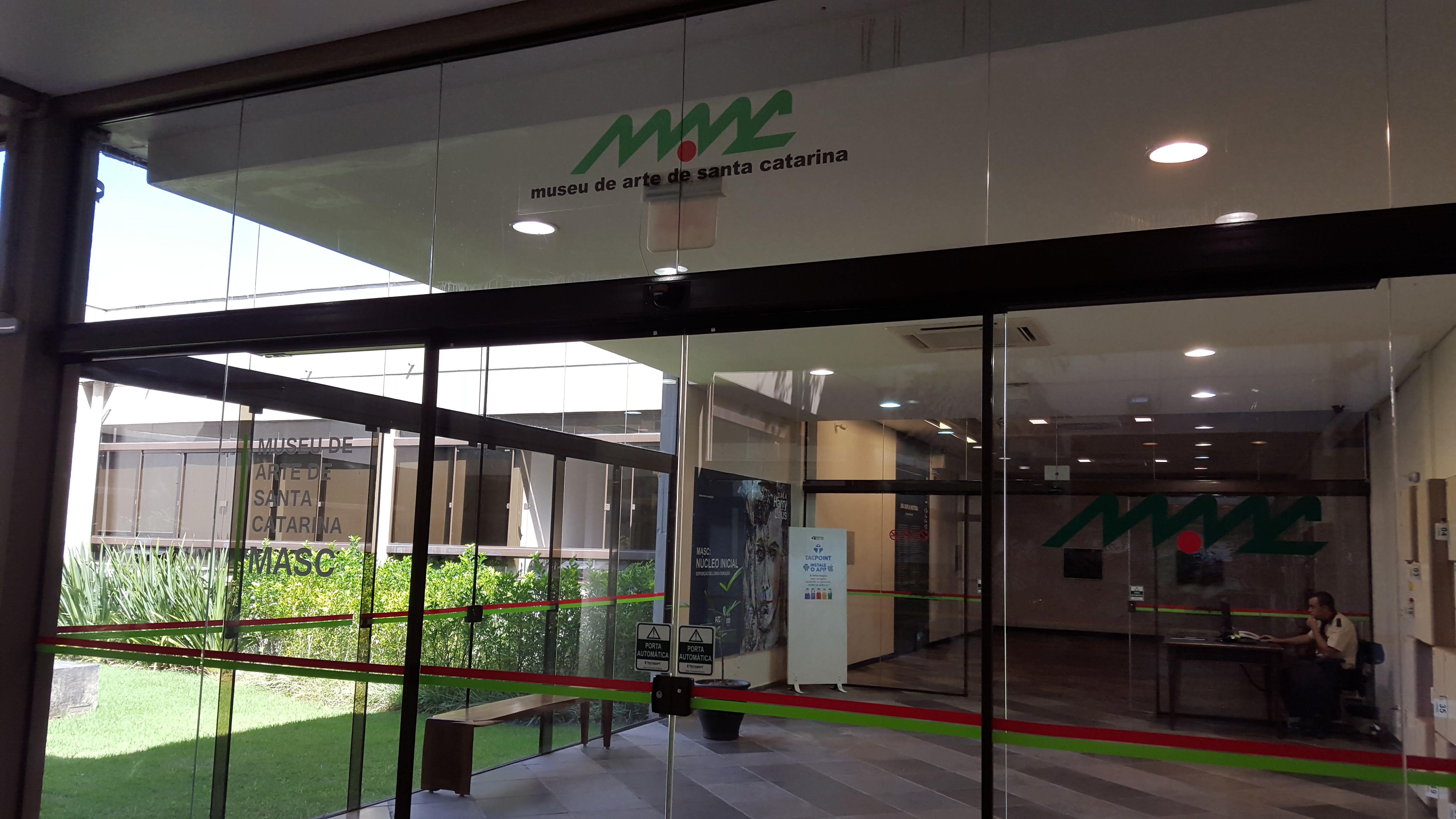
Entrada do MASC, dentro das dependências do CIC

O Museu da Imagem e do Som de Santa Catarina (MIS/SC) nasceu em 1998 para dar continuidade às atividades realizadas pelo Núcleo de Documentação Audiovisual, criado em 1989. Entre os trabalhos desenvolvidos pelo MIS/SC estão a promoção, incentivo e execução de atividades culturais, especialmente no campo da comunicação audiovisual. O museu conta com um acervo de cerca de 10 mil discos de vinil e 2 mil discos de cera (sendo que os mais antigos são das décadas de 1920 e 1930), equipamentos como câmeras fotográficas antigas, filmadoras em Super 8 mm, gravadores, aparelhos de toca-discos e videocassete, além de projetores de películas, gramofones e eletrolas.
Website oficial

## Museu de Arte de Santa Catarina (MASC)
Criado em 18 de março de 1949 com o nome de Museu de Arte Moderna de Florianópolis (MAMF), o Museu de Arte de Santa Catarina (MASC) abriga atualmente 1775 obras de artistas de todo o Brasil e do mundo, com destaque aos catarinenses. Em junho de 2011, foi finalizada a total revitalização do espaço. O trabalho do MASC materializa-se por intermédio dos Núcleos de Arte-educação, Conservação e acervo, Exposições e montagem, Pesquisa, Documentação e Biblioteca, além das áreas de direção e administração. Conta também com o apoio dos serviços do Atelier de Conservação e Restauração de Bens Culturais Móveis (Atecor) e da Associação Amigos do Museu de Arte de Santa Catarina (AAMASC).
Website oficial

## Museu Nacional do Mar – Embarcações Brasileiras
A partir da revitalização dos grandes armazéns da empresa Hoepcke em São Francisco do Sul, no Litoral Norte de Santa Catarina, foi criado em 1993 o Museu Nacional do Mar - Embarcações Brasileiras. O local passou por obras entre 2003 e 2004 para abrigar uma grande diversidade de embarcações e está organizado em 15 salas divididas por temas, além de abrigar loja, cafeteria e oficina. A intenção é valorizar a arte e o conhecimento dos homens que vivem no mar, com mais de 60 barcos em tamanho natural e cerca de 200 peças de modelismo e artesanato naval. Tudo está identificado com textos, imagens explicativas e trilha sonora com músicas folclóricas das diversas regiões brasileiras e a música tema do museu, produzida especialmente para esta finalidade.

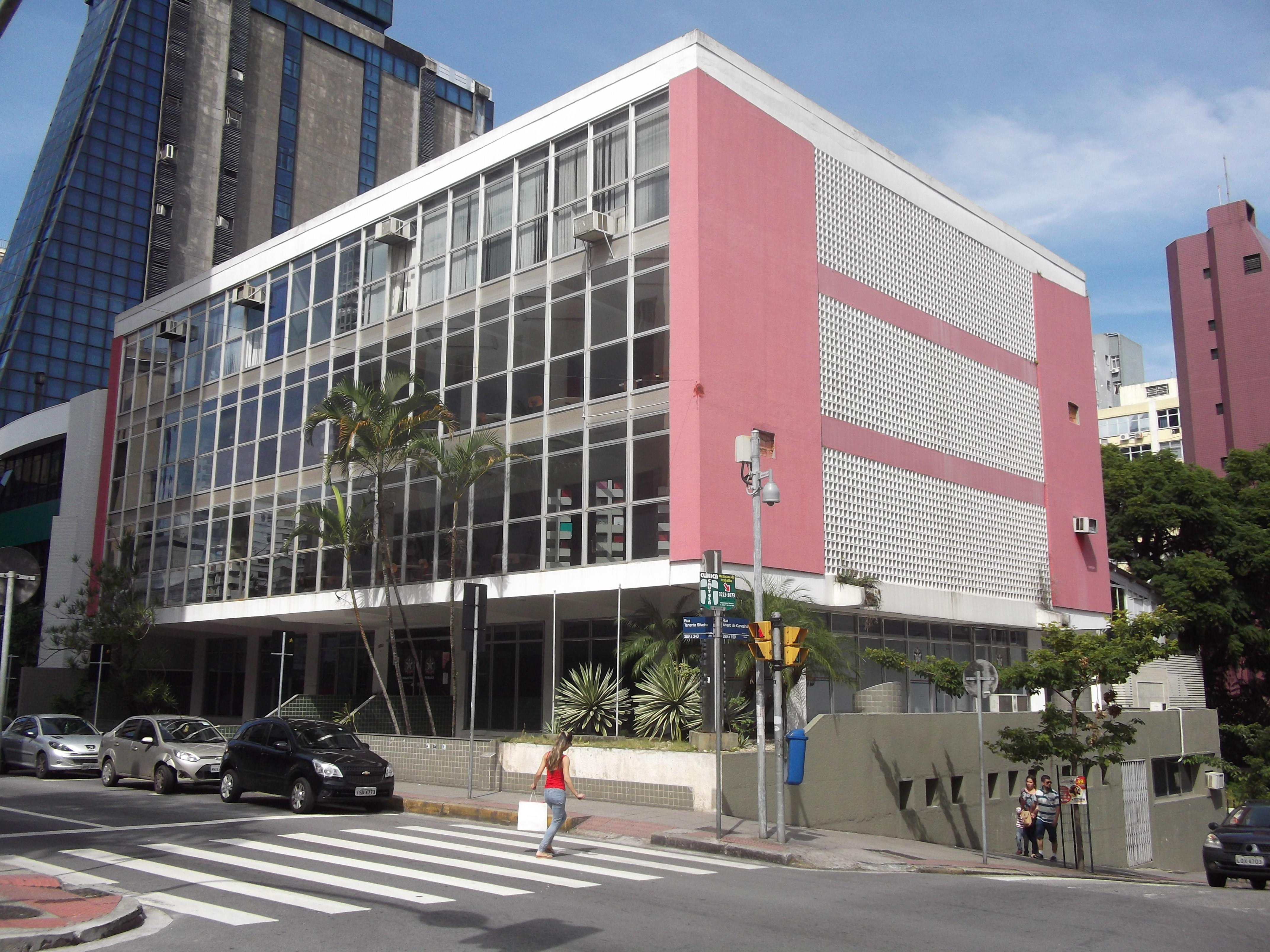
Biblioteca Pública de Santa Catarina

Website oficial

## Biblioteca Pública de Santa Catarina
A Biblioteca Pública de Santa Catarina foi criada em 1854, mas somente em 9 de janeiro do ano seguinte foi inaugurada oficialmente. De acordo com alguns historiadores, ela é a terceira mais antiga do Brasil. Desde 1979 está instalada no atual prédio, onde a memória cultural do Estado é mantida e conservada por meio de livros, periódicos, audiovisuais, microfilmes, entre outros materiais informativos. Desde 1999, funciona também como Depósito Legal (Lei nº 11.074 de 11 de janeiro), que torna pública a obrigatoriedade de editoras e escritores catarinenses de doar um exemplar de cada obra impressa para o acervo.
Website oficial

## Teatro Governador Pedro Ivo
Mais novo entre os teatros administrados pelo Estado de Santa Catarina, o Teatro Governador Pedro Ivo abriu suas portas para receber o público pela primeira vez em 21 de novembro de 2008. O espaço, cuja área total é de 2,6 mil metros quadrados, tem capacidade para 706 espectadores e conta com um moderno sistema de iluminação, três camarins individuais e dois coletivos, além de um elevador elétrico do fosso até o palco, dinamizando os espetáculos.

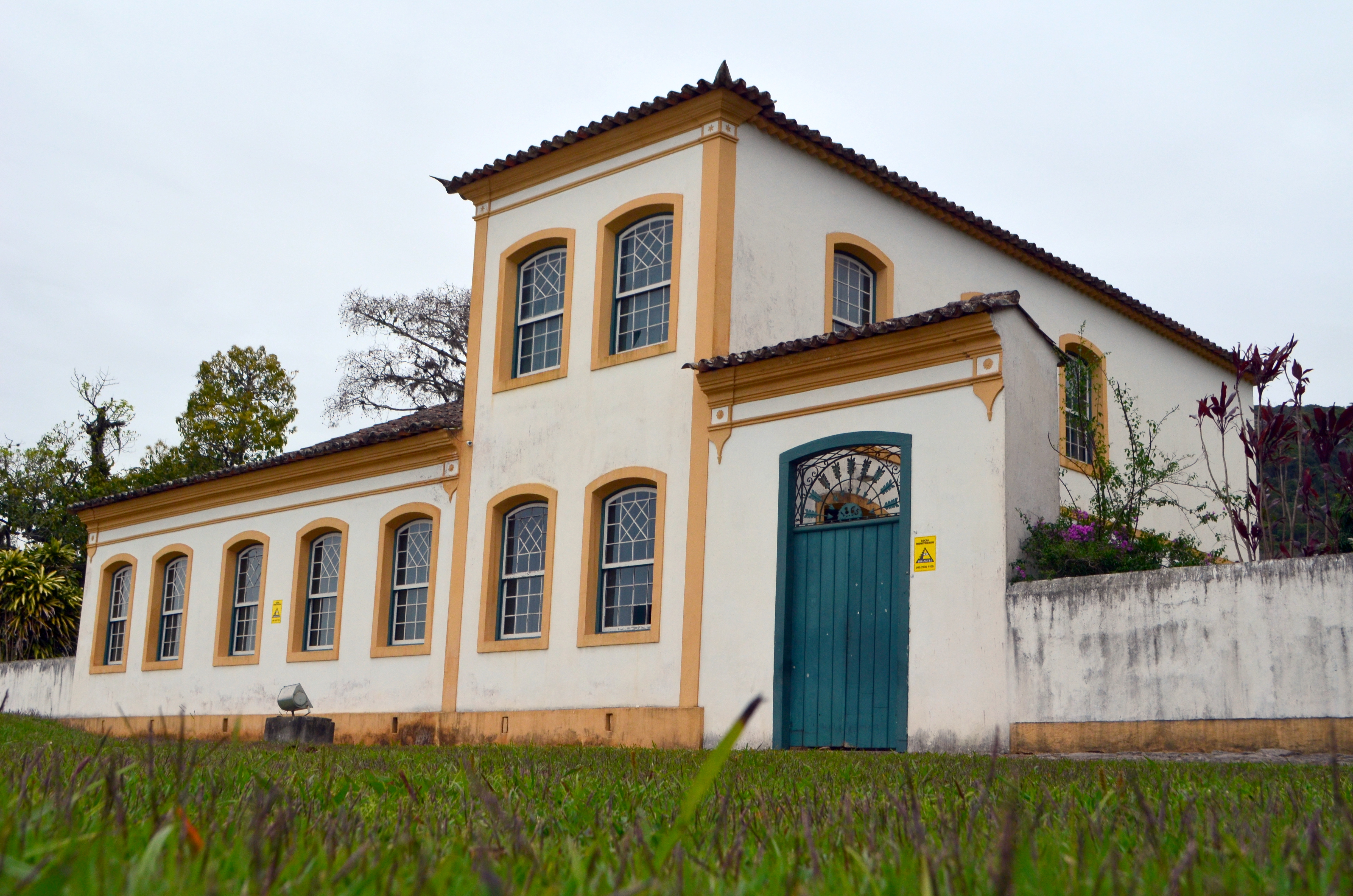
Sobrado Casa dos Açores

Website oficial

## Casa dos Açores – Museu Etnográfico
A Casa dos Açores, que abriga o Museu Etnográfico, em Biguaçu, na Grande Florianópolis, é um dos últimos registros materiais da passagem dos colonizadores açorianos pela região de São Miguel, no século XIX. Em 1978, o prédio  foi adquirido pelo Governo do Estado de Santa Catarina, que o restaurou e o transformou em museu, inaugurado no dia 4 de março de 1979. O espaço  conta com acervo de móveis, roupas e outras peças que visam à preservação e estudo da cultura açoriana. O espaço divulga ainda obras de autores catarinenses e conta com comercialização de artesanato local.

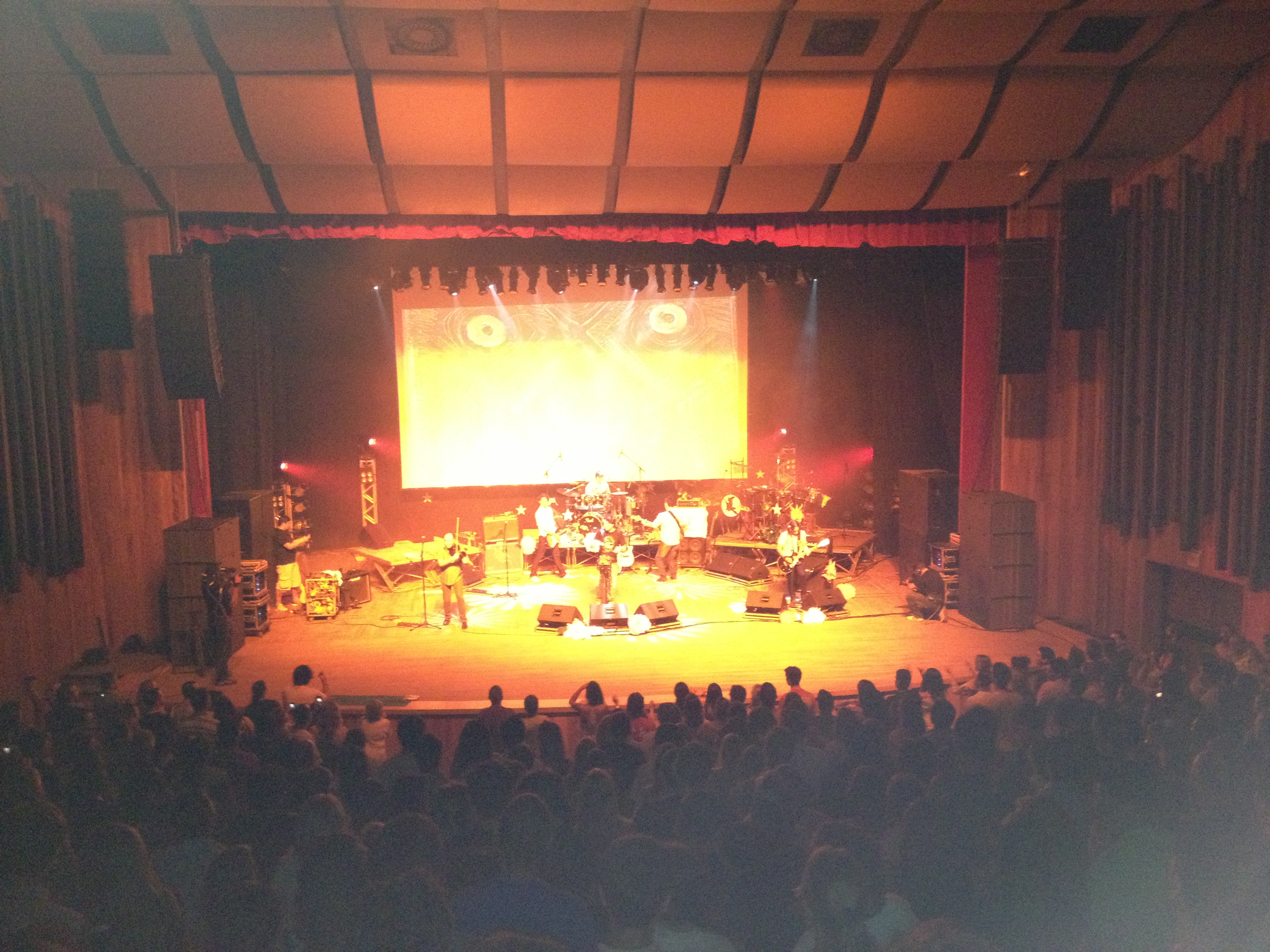
Apresentação da banda catarinense Dazaranha no Teatro Ademir Rosa, no CIC

## Teatro Ademir Rosa
A principal casa de eventos culturais de Santa Catarina recebe peças, concertos e espetáculos nacionais e internacionais. Também abre espaço para grupos e artistas catarinenses. Em 2012, o Teatro Ademir Rosa passou por total revitalização. 

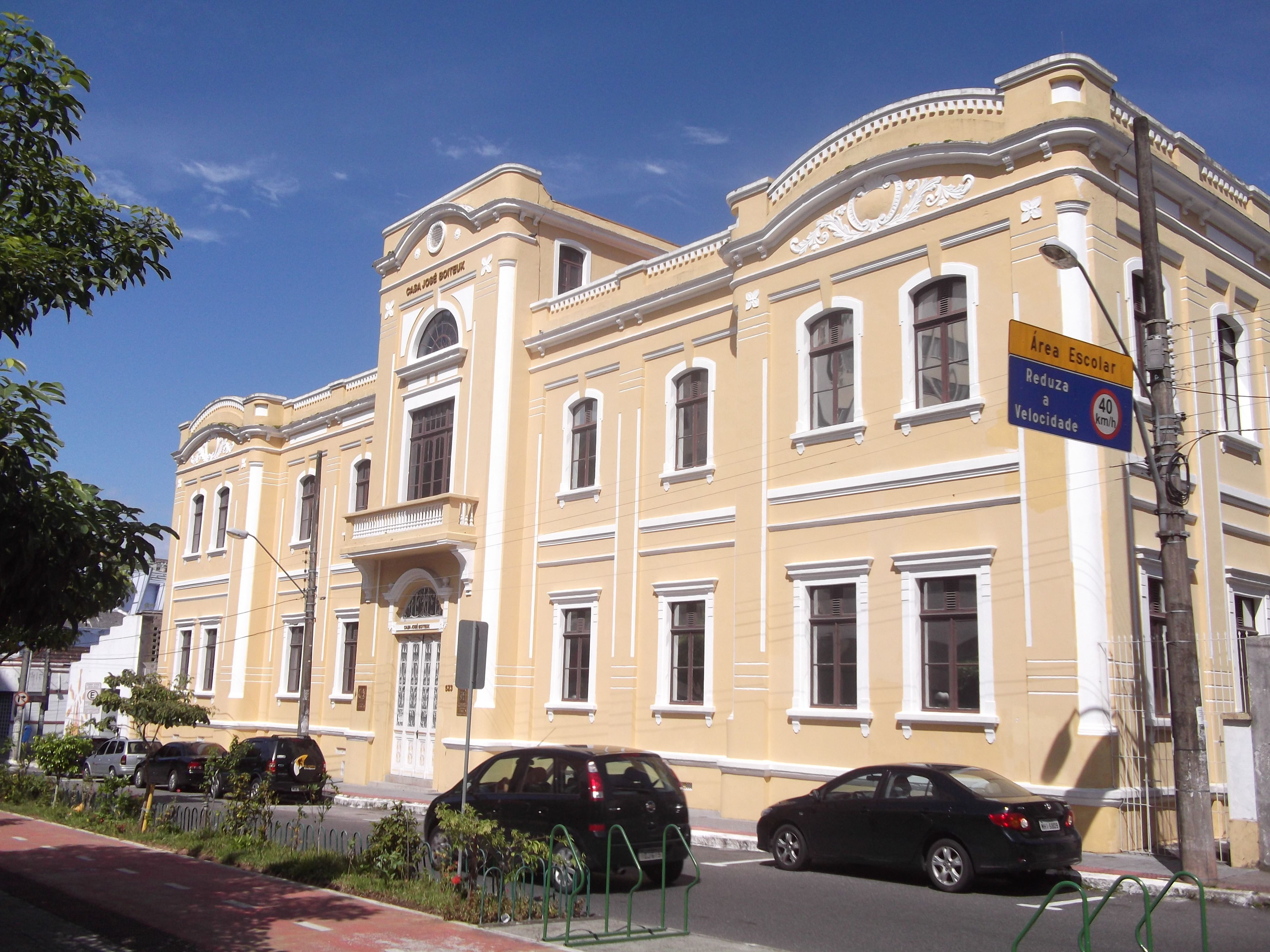
Fachada da Casa José Boiteux

## Casa José Boiteux
A atual sede do Instituto Histórico e Geográfico de Santa Catarina e da Academia Catarinense de Letras, a Casa José Boiteux passou por uma restauração completa em 2010. O edifício foi construído para abrigar o Instituto Histórico Politécnico em 1925 e também foi sede da Academia de Comércio de Santa Catarina. 

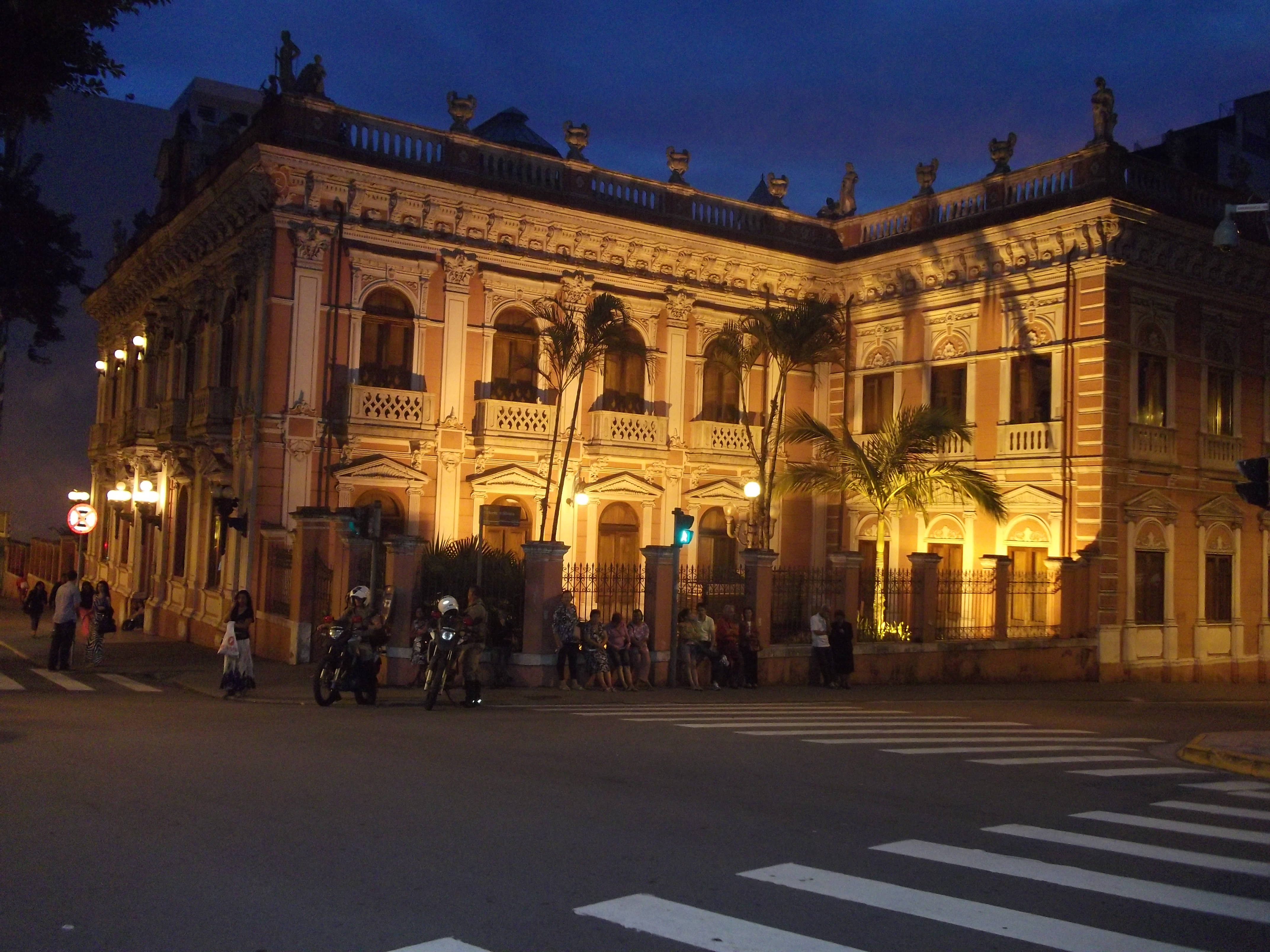
Palácio Cruz e Sousa, sede do MHSC

## Museu Histórico de Santa Catarina – Palácio Cruz e Sousa
Inaugurado em 1979 na casa da antiga Alfândega, hoje sede do Instituto do Patrimônio Histórico e Artístico Nacional (Iphan) em Florianópolis, o MHSC passou a ocupar definitivamente o Palácio Cruz e Sousa em 1986, após a transferência da sede do governo. O museu conta com uma programação cultural intensa e de qualidade, abrigando exposições temporárias, com curta duração, de cunho histórico, fotográfico e artístico nos salões do andar térreo.

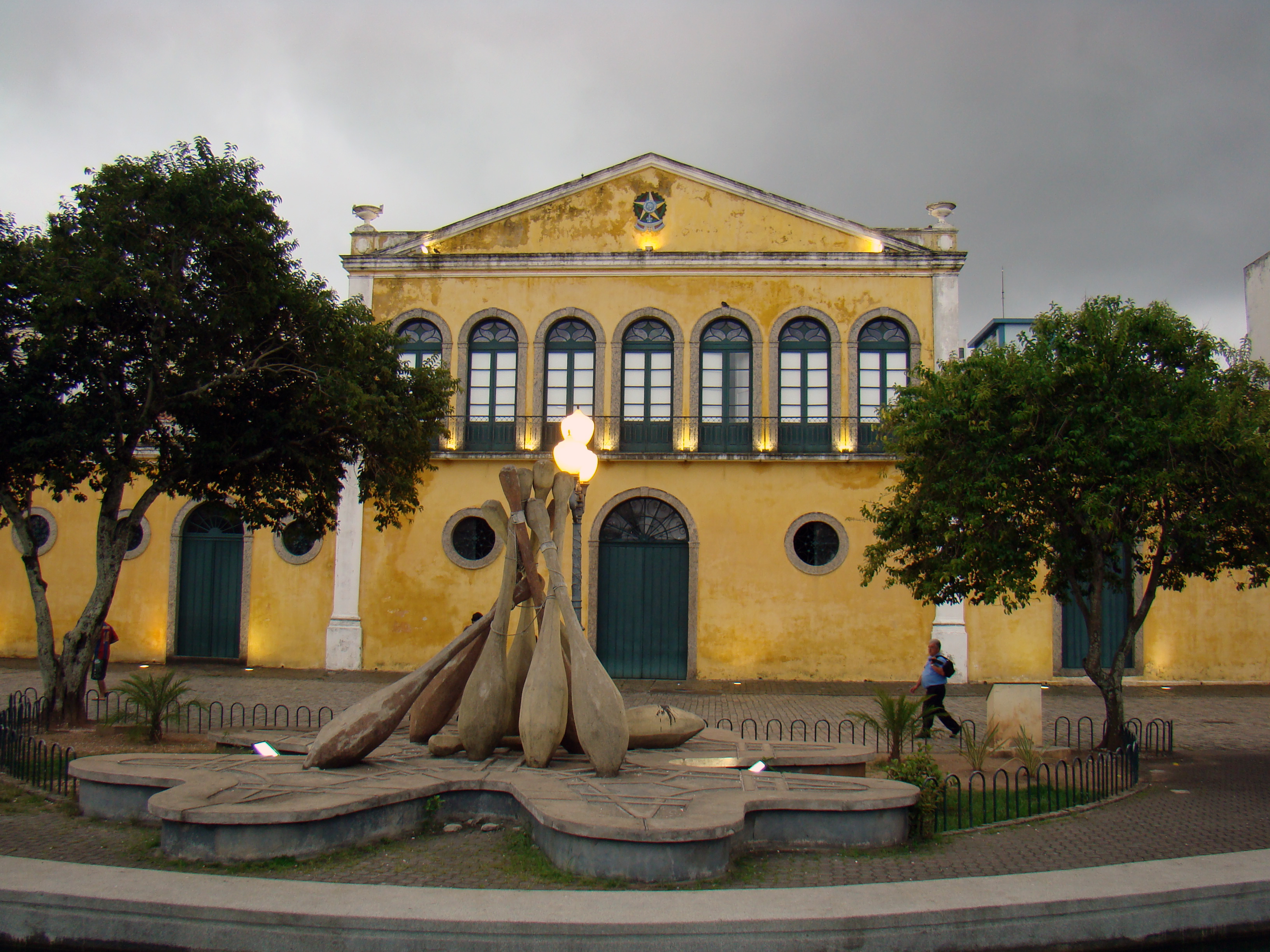
Edifício da Alfândega

Website oficial

## Casa da Alfândega
O Edifício da Alfândega abriga, desde 1988, o projeto Galeria do Artesanato. O objetivo do projeto é resgatar e manter a tradição do artesanato catarinense por meio da comercialização das peças. O espaço abriga cerca de 400 artesãos vindos de várias regiões do Estado, em uma demonstração das várias etnias colonizadoras com suas habilidades genuínas.